# 米爾希冰川
64°56′S 63°6′W / 64.933°S 63.100°W
米爾希冰川（德語：Miethe-Gletscher），是南極洲的冰川，位於葛拉漢地的丹科海岸，全長6公里，最終在班克山以南注入傑拉許海峽，以德國的化學家命名，現時由南極條約體系管理。